# Condado de Põlva
El condado de Põlva (en estonio: Põlva maakond) o  Põlvamaa es el nombre de uno de los quince condados en los que está dividida administrativamente Estonia. Está situado en la parte suroriental del país y limita con los condados de Tartu, Valga y Võru. El condado también comparte frontera común con Rusia. Hay tramos de la frontera con Rusia que no han sido ratificados todavía por ningún tratado, y, a causa de esto, solo se puede acceder a ciertos pueblos del condado de Põlva (p.ej., Lutepää o Saatse) entrando en territorio ruso.
Su capital es la ciudad de Põlva.

## Gobierno del condado
Cada uno de los condados de los que se compone el país es regido por un gobernador (en estonio: maavanem), elegido cada cinco años por el gobierno central. Desde 2004, dicho cargo está en manos de Urmas Klaas.

## Municipios
Desde la reforma territorial de 2017, se divide en tres municipios, todos ellos rurales:
- Municipio de Kanepi (capital: Kanepi)
- Municipio de Põlva (capital: Põlva)
- Municipio de Räpina (capital: Räpina)